# レオン・ボットスタイン
レオン・ボットスタイン（Leon Botstein, 1946年12月14日 - ）は、スイス生まれのアメリカ合衆国の音楽学者・教育学者・指揮者・音楽雑誌編集者。ユダヤ系アメリカ人。

## 人物・来歴
研究者としてはブラームスからシェーンベルクに至る「世紀末ウィーン」の音楽を専門としているが、指揮者としてはオーストリアの音楽のほかに、20世紀初頭の忘れられたロシア音楽の再評価に取り組んでいる。
1970年から1975年までフランコニア大学（現在は廃校）学長に就任し、アメリカ合衆国の大学の歴史上、最も若い学長になった。1975年よりニューヨーク州バード大学の芸術学・人文学教授。音楽学者として数多くの雑誌論文を発表してきたほか、教育学研究においても多くの著書がある。現代アメリカのリベラル派知識人に多く見られる、行動する識者のひとりである。
録音はこれまでに、エルンスト・フォン・ドホナーニの《交響曲第1番ニ短調》、「改竄」と悪評高いシャルク版を再評価するブルックナーの《交響曲第5番》、レインゴリト・グリエールの標題交響曲《イリヤ・ムーロメッツ》、ガヴリイル・ポポーフの問題作《交響曲第1番》を発表している。
1992年からアメリカ交響楽団の音楽監督を務める。ロンドン交響楽団を指揮したポポーフの録音は、2006年グラミー賞管弦楽部門最優秀賞にノミネートされた。

## 主著
- "Judentum und Modernität" (Vienna, 1991)
- "Jefferson's Children: Education and the Promise of American Culture" (New York, 1977, ISBN 0385475551)
- an editor of "The Compleat Brahms" (New York, 1999)
- an editor of "The Musical Quarterly"
- "quasi una fantasia: Juden und die Musikstadt Wien" (Timms, Edward / Hanak, Werner / Botstein, Leon / Jüdisches Museum Wien )(with 2CDs)